# Nikopol (Bulgarije)
Nikopol (Bulgaars: Никопол, Latijn: Nicopolis, ook wel Nikopolis) is een stadje in de oblast Pleven, in het noorden van Bulgarije. Het ligt op de rechteroever van de Donau, 4 km stroomafwaarts van de monding van de Osam.

## Vroege geschiedenis
De stad werd gesticht in 629 door de Byzantijnse keizer Heraclius na diens overwinning op Khusro II. Tijdens de Romeinse periode lag het dorp op de noordgrens van de provincie Moesië, voor het eerst vermeld in het jaar 169. Na de val van het Romeinse Rijk kwam de stad op de noordgrens van het Byzantijnse Rijk te liggen.
Het middeleeuwse Nicopolis bestond uit Nicopolis minor en Nicopolis maior. Klein-Nicopolis bevond zich op het grondgebied van Walachije, het huidige Zuid-Roemenië. Groot-Nicopolis daarentegen was een machtige vestiging met stevige wallen en versterkte torens en lag strategisch gunstig op een helling, die zich op Bulgaarse oever verhief.

## Slag bij Nicopolis

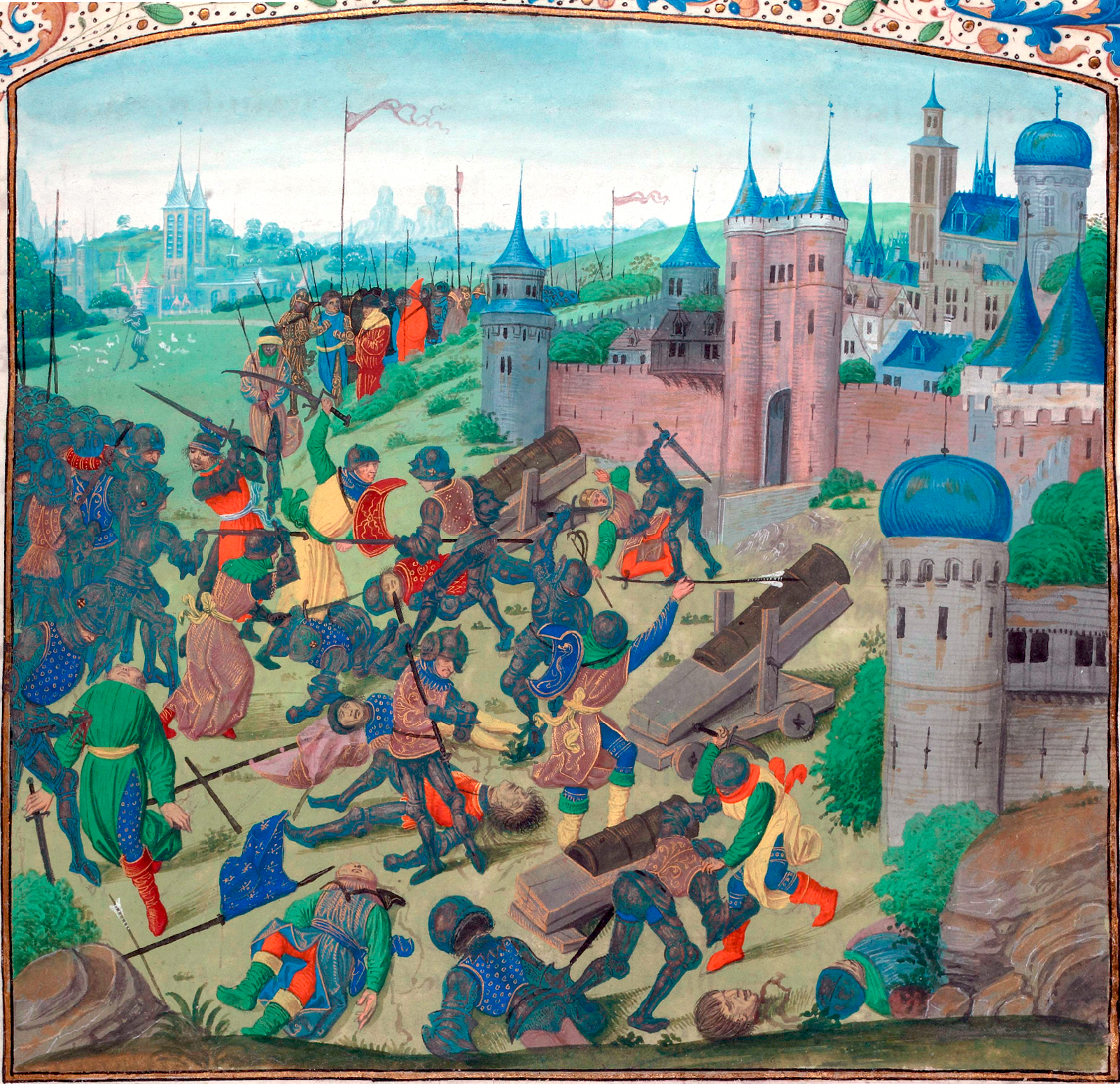
De Slag bij Nicopolis in 1389, door een 15de-eeuwse Vlaamse artiest

De stad verwierf historische betekenis op 25 september 1396 door de Slag van Nicopoli, waarin een Hongaars-Frans kruisvaardersleger een nederlaag leed op het Ottomaanse Rijk. Het was de laatste grote kruistocht van de middeleeuwen. Nicopolis werd zo een belangrijke mijlpaal voor de teloorgang van het kruisvaartidee. Onder Ottomaanse heerschappij groeide Nikopol uit tot een belangrijk militair en administratief centrum, met een bloeiend economisch, spiritueel en politiek leven, tot het verval gedurende de 17e en de 18e eeuw. In 1877 werd Nikopol, bij een nieuwe Slag om Nikopol, tijdens Russisch-Turkse Oorlog (1877-1878) door de Russen van de Ottomaanse overheersing bevrijd.

## Recente geschiedenis

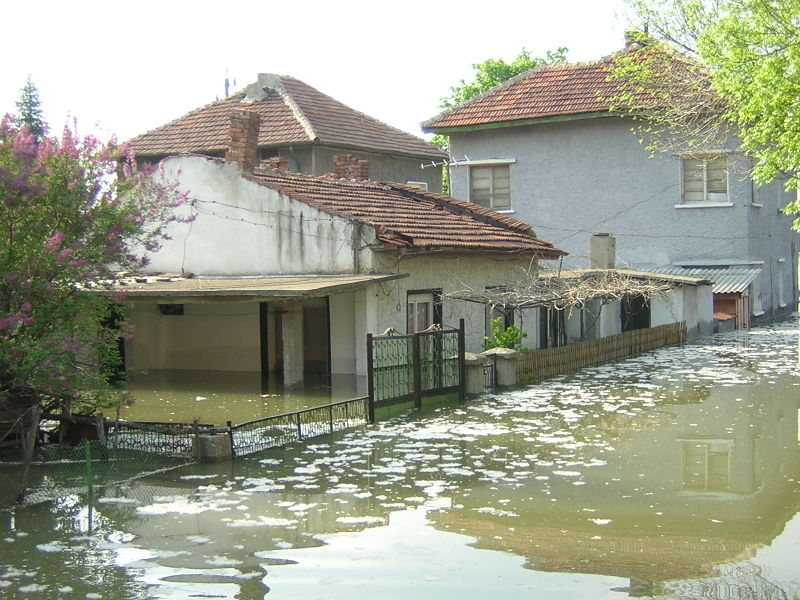
Overstromingen in Nikopol, april 2006

Tegenwoordig wonen er zo'n 8.332 inwoners in de gemeente Nikopol, waarvan 2.994 in het stadje Nikopol en de overigen in een van de nabijgelegen dertien dorpen. De Turken vormen met 68% van de totale bevolking de grootste bevolkingsgroep in de stad Nikopol en daarmee is Nikopol de grootste Turkse nederzetting in de oblast Pleven. Nikopol is het administratief centrum van de gelijknamige gemeente waartoe ook de omliggende dertien dorpen behoren. Een aanlegsteiger voor een veerpont is in aanbouw. De veerdienst zal de stad met Turnu Măgurele, op Roemeense oever, verbinden.
Nikopol werd gedeeltelijk door de Donau overstroomd tijdens de grote overstroming in 2006. Hetzelfde verging de autoweg naar Pleven.

## Overleden
- Hendrik van Orbe (1360-1396), Frans kruisvaarder